# Einstein and the Bomb
Einstein and the Bomb är en brittisk historisk dramatiserad dokumentärfilm från 2024. Filmen har en planerad premiär på strömningstjänsten Netflix den 16 februari 2024.

## Handling
Filmen kretsar kring Albert Einsteins liv och kombinerar arkivklipp med dramatiserade inslag och berättar om vad som hände med honom efter att han flytt Nazityskland.

## Medverkande (i urval)
- Aidan McArdle
- Andrew Havill
- Rachel Barry
- Helena Westerman
- Leo Ashizawa
- Jay Lewis Mitchell
- Simon Markey
- James Musgrave